# Slag bij Rowlett's Station
De Slag bij Rowlett's Station vond plaats op 17 december 1861 in Hart County, Kentucky tijdens de Amerikaanse Burgeroorlog. Deze slag is ook bekend onder de namen Slag bij Woodsonville of Slat bij Green River. Hoewel het resultaat van de slag zelf onbeslist was, slaagden de Noordelijken er toch in om de brug over de Green River te behouden.

## Achtergrond en slagorde
In november van het jaar 1861 kreeg de Noordelijke brigadegeneraal Don Carlos Buell het opperbevel over het Army of the Ohio. In een poging om de greep op het Noordelijk gebied te consolideren, stuurde Buell verschillende eenheden het veld in. De 2de divisie onder leiding van brigadegeneraal Alexander McDowell kreeg de opdracht om Kentucky te beschermen. Ondertussen zaten de Zuidelijken niet stil. Er werden eenheden gestuurd naar de Green River nabij Munfordville, Kentucky. Generaal McCook stuurde een sterke verkenningseenheid om de Zuidelijke linies te testen. Als antwoord hierop bliezen de Zuidelijken de spoorwegbrug van de “Lousville and Nashville Railroad” over de Green River op op 10 december. Kolonel August Willich stuurde de 32nd Indiana Infantry de rivier over om de oever te beveiligen waarna de Noordelijken begonnen met een vervangende pontonbrug te bouwen.
De Noordelijke soldaten waren voornamelijk mannen van de 32nd Indiana Infantry Regiment. Dit regiment was samengesteld uit Duitssprekende rekruten. Kolonel August Willich werd hun commandant. .
De Zuidelijk soldaten maakten deel uit van de 8th Texas Cavalry die later bekend zouden worden als Terry’s Texas Rangers. Deze eenheid werd gerekruteerd door Benjamin Franklin Terry.
De samenstelling van de twee legers zag er als volgt uit:
Noordelijk leger
Brigadegeneraal Alexander McDowell McCook

Infanterie
- 32nd Indiana Infantry Regiment

Artillerie
- Battery A, Kentucky Light Artillery
- Battery A, 1st Ohio Artillery

Zuidelijk leger
Brigadegeneraal Thomas Carmichael Hindman
Infanterie
- 1st Arkansas Infantry Battalion
- 2nd Arkansas Infantry Regiment
- 6th Arkansas Infantry Regiment

Artillerie
- Swett’s Battery

Cavalerie
- 6th Arkansas Cavalry Battalion
- 8th Texas Cavalry Regiment

## De slag
De pontonbrug werd afgewerkt op 17 december, waarna 4 extra compagnieën de rivier overstaken. De zuidelijke brigadegeneraal Thomas C. Hindman stuurde een samengestelde eenheid eropuit om de brug te vernietigen. De verkenningseenheden van de Noordelijken stuitten op Zuidelijke infanterie ten zuiden van Woodsonville. De Zuidelijken trokken zich terug tot ze steun kregen van hun cavalerie. Samen vielen ze de Noordelijke verkenners aan.
De Noordelijken namen de verdedigende vierkante formatie aan. De Texas Rangers maakten enkele onstuimige charges. Bij een van deze aanvallen sneuvelde kolonel Terry. Na drie charges trokken ze zich terug. Kolonel Willich, die juist terugkwam van het divisiehoofdkwartier, gaf het bevel aan de Noordelijken om een betere verdedigbare positie in de nemen. De Zuidelijken vreesden een Noordelijke aanval en trokken zich eveneens terug.

## Gevolgen
Beide opponenten eisten de overwinning op. De slag was onbeslist. De Noordelijken waren er weliswaar in geslaagd om hun pontonbrug en bruggenhoofd te behouden. De aanvoerroute via de Louisville and Nashville Railroad kon nu ten volle benut worden.
Twaalf soldaten van de 32th Indiana Infantry werden op een nabijgelegen heuveltop begraven. In 1867 werden de resten verplaatst. Er werd een kalkstenen plaat opgericht met een Duitse tekst ter nagedachtenis van de mannen van de 32th. Dit monument is het oudste nog intacte monument uit de Amerikaanse Burgeroorlog.
De 8th Texas Cavalry Regiment veranderde haar naam in "Terry's Texas Rangers" ter nagedachtenis van hun gesneuvelde bevelhebber.